# Ruth Ann Minner
Ruth Ann Minner, född Coverdale den 17 januari 1935 i Slaughter Neck i Sussex County, Delaware, död 4 november 2021 i Milford, Delaware, var en amerikansk demokratisk politiker. Hon var guvernör i Delaware 2001–2009. Hon var den första kvinnliga guvernören i delstatens historia.
Minner avbröt gymnasiet i sextonårsåldern för att tjäna pengar åt sin familj. Hon gifte sig med Frank Ingram och de fick tre barn: Frank Jr., Wayne och Gary. När Ruth var 32 år gammal avled hennes man i en hjärtinfarkt. Hon gifte om sig med Roger Minner. Han avled 1991 i cancer.
Hon var ledamot av delstatens lagstiftande församling Delaware General Assembly 1975-1993; först ledamot av delstatens representanthus Delaware House of Representatives 1975–1983 och sedan ledamot av delstatens senat Delaware State Senate 1983–1993. Hon var viceguvernör i Delaware 1993–2001 och tillträdde guvernörsposten när hennes företrädare Thomas Carper avgick för att ta en plats i USA:s senat. Minner hade själv valts tills guvernör hösten 2000 och hennes egen mandatperiod påbörjades bara ett par veckor efter att han tillträtt posten. Hon blev omvald 2004, men förhindrades av delstatens konstitution att bli vald till en tredje mandatperiod.